# Leptoderris nobilis
Leptoderris nobilis är en ärtväxtart som först beskrevs av John Gilbert Baker, och fick sitt nu gällande namn av Stephen Troyte Dunn. Leptoderris nobilis ingår i släktet Leptoderris och familjen ärtväxter. Inga underarter finns listade i Catalogue of Life.